# マルチ・ブート・マネージャ
マルチ・ブート・マネージャ (Multiple Boot Manager, MBM) は、オープンソースのブートローダである。

## 概要
マルチ・ブート・マネージャ (MBM) は マスターブートレコード (MBR) にインストールされるチェーンローダである。
PC/AT 互換機の標準コードはブートフラグの設定されたパーティションの先頭にあるブートコードに処理を移すが、MBM では起動時に表示するメニューにより起動するパーティションを選択することを可能にする。MBR とその後続領域に書き込まれるプログラム本体に加え、インストール時に書き込み先のシリンダを指定することでグラフィカルメニューによる OS 選択画面もオプションとして提供される。
MBMの主な機能
- チェーンロードによる OS 選択。
- パーティションを隠す。
- MBR ブロックにあるパーティションテーブルの編集。
- OS 選択画面のグラフィカルメニュー(デフォルトではテキストメニュー)。
- OS 選択画面からのFDDブート。
- INT 19h を使った再起動。
- APM BIOS を利用した電源断。

MBM はパーティション先頭にあるブートセクタに制御をつなぐチェーンローダと呼ばれるブートローダの一種であり、カーネルを直接起動するような機能は持たない。そのコードサイズから、パーティションテーブルの編集は MBR に存在するパーティションテーブルの値を直接書き換えることしか出来ず、エラーチェックや整合性を保つ機能は存在しないため理解せずに編集することは起動不良などのトラブルなどに直結する。また、パーティションに HIDDEN フラグを設定することにより、複数の OS を共存させることを考慮していない Windows 9x系 や、MS-DOS 等のシステムでも後から追加インストールすることが可能である。

## インストール
インストールは MS-DOS、Windows 9x系ではコマンドラインから行う様になっているがMS-DOS がなくてもフロッピーディスクにフロッピーイメージ版を書き込む方法、ならびに CD イメージが提供されるようになったため、それらによるインストールも可能である。また、ライセンスが GPL であるため、有志の手によりLinux 上からのインストールスクリプトも頒布される等の試みもある。
グラフィカルメニューの利用には、パーティション外にシリンダ１つ分の領域を必要とする。そのシリンダを破損した場合、並びに用意できない場合はテキストベースでのメニューが提供される。
MBR 並びにその後続セクタに本体が配置されるため、そこを利用するシステムやツールとの共存は不可能である。標準の Windows や、DOS のブートコードに対しては代替となるため入れ替えに問題はないが、メーカー製PC等の場合MBR にリカバリに利用するシステムへ制御を移すコードなどが入っていることがあるため、インストールを行う前には事前にそれらの場所を書き換えることに問題がないか確認することが必要である。また、すでに構築されたシステムがパーティション内のブートコード以降でマルチブートするように構築されている場合は、その対象となる領域を起動後、改めて起動するシステムを選択する形になる。

## 対応が確認された OS
- PC DOS 6.3, MS-DOS 6.2
- Windows 95, Windows 98, Windows 98SE, Windows Me
- Windows NT 3.51, Windows NT 4.0, Windows 2000, Windows XP, Windows Vista, Windows 7
- OS/2 Warp 3
- Linux, FreeBSD, NetBSD, OpenBSD
- BeOS, B-right/V, Solaris, OPENSTEP 4.2J, Plan 9, EOTA